# Mérulaxe de Parker
Espèce
Statut de conservation UICN

 LC  : Préoccupation mineure
Le Mérulaxe de Parker (Scytalopus parkeri) est une espèce de passereaux de la famille des Rhinocryptidae présente en Équateur et au Pérou.